# Yi Eok-gi
Yi Eok-gi (3 septembre 1561 – 19 juin 1597) est le commandant de la flotte orientale de la province coréenne de Jeolla puis plus tard de la flotte occidentale. Il est l'un des amis de Yi Sun-sin au cours de la guerre de Sept Ans. Il est finalement tué lors de la dévastatrice bataille de Chilchonryang tandis qu'il aide Won Gyun, le commandant de l'ensemble de marine coréenne à l'époque. Won Kyun et Yi Eok-gi doivent battre en retraite plusieurs fois et vont finalement se réfugier à terre sur une île voisine avec quelques survivants. Toutefois, un fort rempli de soldats japonais sur l'île les y attend et y tue tout le monde dont Yi Eok-gi. Il est un parent éloigné de la famille royale.
L'ordre d'attaque pour la bataille de Chilchonryang provient du roi Seonjo lui-même en raison de l'absence de mesures énergiques prises par l'amiral Won. Il faut aussi noter qu'il reçoit de moindre marques d'honneur que Won Gyun et ce pour des raisons politiques.